# Campeonato Mundial de Natação em Piscina Curta de 2012 - 200 m costas masculino
A prova dos 200 metros nado costas masculino do Campeonato Mundial de Natação em Piscina Curta de 2012 foi disputado em 16 de dezembro em Istambul  na Turquia.

## Recordes
Antes desta competição, os recordes mundiais e do campeonato nesta prova eram os seguintes:
|    | Nome              | Nacionalidade  | Tempo   | Local  | Data                   |
| -- | ----------------- | -------------- | ------- | ------ | ---------------------- |
| WR | Arkady Vyatchanin | Rússia         | 1:46.11 | Berlim | 15 de novembro de 2009 |
| CR | Ryan Lochte       | Estados Unidos | 1:46.68 | Dubai  | 19 de dezembro de 2010 |

## Medalhistas
| Ouro                   | Prata             | Bronze            |
| Radosław Kawęcki (POL) | Ryan Lochte (USA) | Ryan Murphy (USA) |

## Resultados

### Eliminatórias
As eliminatórias ocorreram dia 16 de dezembro. 
| Colocação | Bateria | Raia | Nome                             | Tempo   | Notas |
| --------- | ------- | ---- | -------------------------------- | ------- | ----- |
| 1         | 4       | 4    | Ryan Lochte (USA)                | 1:49.71 | Q     |
| 2         | 3       | 1    | Ryan Murphy (USA)                | 1:50.60 | Q     |
| 3         | 5       | 4    | Radosław Kawęcki (POL)           | 1:50.92 | Q     |
| 4         | 3       | 5    | Ashley Delaney (AUS)             | 1:51.20 | Q     |
| 5         | 3       | 4    | Péter Bernek (HUN)               | 1:51.33 | Q     |
| 6         | 4       | 5    | Kosuke Hagino (JPN)              | 1:51.38 | Q     |
| 7         | 5       | 3    | Travis Mahoney (AUS)             | 1:51.68 | Q     |
| 8         | 3       | 3    | Christian Diener (GER)           | 1:52.25 | Q     |
| 9         | 1       | 3    | Xu Jiayu (CHN)                   | 1:52.44 |       |
| 10        | 1       | 5    | Alexandr Tarabrin (KAZ)          | 1:52.74 |       |
| 11        | 4       | 6    | Fabio Laugeni (ITA)              | 1:52.94 |       |
| 12        | 2       | 8    | Cheng Feiyi (CHN)                | 1:53.08 |       |
| 13        | 4       | 3    | Kazuki Watanabe (JPN)            | 1:53.36 |       |
| 14        | 5       | 6    | Yannick Lebherz (GER)            | 1:53.40 |       |
| 15        | 3       | 7    | Darren Murray (RSA)              | 1:53.66 |       |
| 16        | 3       | 6    | Damiano Lestingi (ITA)           | 1:53.84 |       |
| 17        | 4       | 2    | Corey Main (NZL)                 | 1:54.70 |       |
| 18        | 5       | 2    | Lukas Räuftlin (SUI)             | 1:55.63 |       |
| 19        | 5       | 0    | Chris Walker-Hebborn (GBR)       | 1:55.68 |       |
| 20        | 4       | 8    | Chris Christensen (DEN)          | 1:55.83 |       |
| 20        | 5       | 7    | Kristian Kron (SWE)              | 1:55.83 |       |
| 22        | 4       | 7    | Andrei Shabasov (RUS)            | 1:55.91 |       |
| 23        | 4       | 0    | Danas Rapšys (LTU)               | 1:56.49 |       |
| 24        | 5       | 8    | Martin Zhelev (BUL)              | 1:56.53 | NR    |
| 25        | 4       | 1    | Michael Meyer (RSA)              | 1:56.79 |       |
| 26        | 3       | 0    | Jake Tapp (CAN)                  | 1:57.78 |       |
| 27        | 3       | 8    | Jonatan Kopelev (ISR)            | 1:58.06 |       |
| 28        | 5       | 1    | Tomasz Polewka (POL)             | 1:58.21 |       |
| 29        | 4       | 9    | Charles Hockin Brusquetti (PAR)  | 1:58.91 |       |
| 30        | 3       | 2    | Gábor Balog (HUN)                | 1:59.06 |       |
| 31        | 5       | 9    | Armando Barrera Aira (CUB)       | 2:00.58 |       |
| 32        | 3       | 9    | Boris Kirillov (AZE)             | 2:02.30 |       |
| 33        | 2       | 3    | Jean Luis Gómez (DOM)            | 2:03.67 | NR    |
| 34        | 2       | 5    | Awse Ma'aya (JOR)                | 2:04.00 |       |
| 35        | 2       | 6    | Arvind Mani (IND)                | 2:08.25 |       |
| 36        | 2       | 4    | Rohit Imoliya (IND)              | 2:09.55 |       |
| 37        | 2       | 2    | Pablo Feo (AND)                  | 2:11.37 |       |
| 38        | 2       | 7    | Faraj Farhan (BHR)               | 2:25.92 |       |
| 39        | 2       | 1    | Brandon Schuster (SAM)           | 2:27.19 |       |
| 40        | 1       | 4    | Luis Rafael Rojas Martinez (VEN) | DNS     |       |
| 40        | 5       | 5    | Aschwin Wildeboer Faber (ESP)    | DNS     |       |

### Final
A final teve sua disputa realizada em 16 de dezembro. 
| Colocação         | Raia | Nome             | Nacionalidade  | Tempo   | Notas |
| ----------------- | ---- | ---------------- | -------------- | ------- | ----- |
| Medalha de ouro   | 3    | Radosław Kawęcki | Polónia        | 1:48.48 | NR    |
| Medalha de prata  | 4    | Ryan Lochte      | Estados Unidos | 1:48.50 |       |
| Medalha de bronze | 5    | Ryan Murphy      | Estados Unidos | 1:48.86 |       |
| 4                 | 7    | Kosuke Hagino    | Japão          | 1:51.00 |       |
| 5                 | 2    | Péter Bernek     | Hungria        | 1:51.24 |       |
| 6                 | 6    | Ashley Delaney   | Austrália      | 1:51.51 |       |
| 7                 | 1    | Travis Mahoney   | Austrália      | 1:52.09 |       |
| 8                 | 8    | Christian Diener | Alemanha       | 1:52.48 |       |

Legenda
| Recorde mundial       | Recorde mundial (World record)               |                       | Recorde africano                      | Recorde africano (African) |                                           | Q | Classificado por posição (Qualified) |
| Recorde do campeonato | Recorde do campeonato (Championship record)  | Recorde da América    | Recorde da América (Americas)         | q                          | Classificado por melhor tempo (Qualified) |   |                                      |
| Melhor marca do ano   | Melhor marca do ano (World leading)          | Recorde asiático      | Recorde asiático (Asian)              | DNS                        | Não largou (Did not start)                |   |                                      |
| Recorde nacional      | Recorde nacional (National record)           | Recorde europeu       | Recorde europeu (European)            | DNF                        | Não terminou (Did not finish)             |   |                                      |
| Recorde pessoal       | Recorde pessoal do atleta (Personal best)    | Recorde da Oceania    | Recorde da Oceania (Oceania)          | DSQ / DQ                   | Desclassificado (Disqualified)            |   |                                      |
| Recorde da temporada  | Recorde da temporada do atleta (Season best) | Recorde sul-americano | Recorde sul-americano (South America) | NM                         | Sem marca (No mark)                       |   |                                      |